# Seven in Heaven
Pour plus de détails, voir Fiche technique et Distribution.
Seven in Heaven est un film américain réalisé par Chris Eigeman, sorti en 2018.

## Synopsis
En passant la porte d'un placard, Jude et June découvre un monde parallèle inquiétant.

## Fiche technique
- Titre : Seven in Heaven
- Réalisation : Chris Eigeman
- Scénario : Chris Eigeman
- Musique : Peter Salett
- Photographie : Karim Hussain
- Montage : D. Gillian Truster
- Production : Jason Blum et Tony Roman
- Société de production : Bitter Boy Productions, Blumhouse Productions et Universal Pictures
- Pays :  États-Unis
- Genre : Drame, horreur, science-fiction
- Durée : 94 minutes
- Dates de sortie : 
  -  États-Unis : 5 octobre 2018

## Distribution
- Travis Tope : Jude
- Haley Ramm : June
- Dylan Everett : Kent
- Jake Manley : Derek
- Vinson Tran : David Muftic
- Clark Backo : Nell
- Gary Cole : M. Wallace
- Jacinda Barrett : Megan
- Grant Nickalls : Drew
- Paulino Nunes : l'officier Meade
- Jeff Clarke : l'officier Landerberg
- Debra Hale : Mme. Judy Dragle
- Gage Munroe (en) : Eric Dragle
- Claire Rankin : Mme. Brenner
- Milton Barnes : M. Askal

## Production
Le film a été tourné à Brampton en Ontario,.